# 六德傈僳族彝族乡
六德傈僳族彝族乡是中华人民共和国云南省丽江市永胜县下辖的一个民族乡。

## 行政区划
六德傈僳族彝族乡下辖以下村级行政区划单位：
六德村、河腰村、营山村、团结村、玉水村、白华村、华祝村和双河村。